# Edward J. Larson

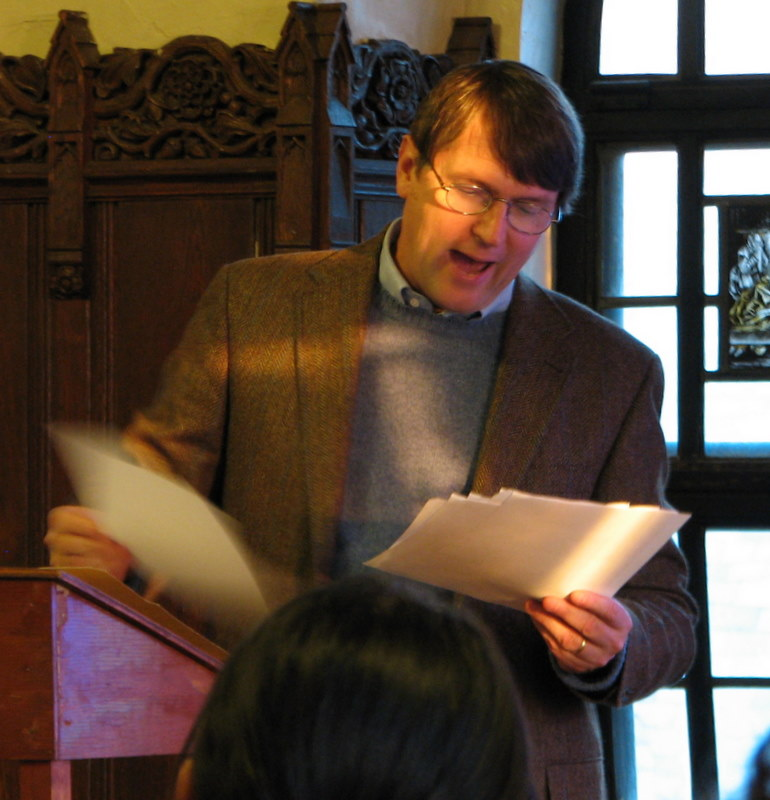
Edward Larson podczas wykładu na Uniwersytecie Yale

Edward John Larson (ur. w 1953 w Mansfield) – amerykański historyk i wykładowca prawa na Uniwersytecie Pepperdine’a, autor dziewięciu książek i około setki artykułów. W 1998 otrzymał Nagrodę Pulitzera w kategorii historii, za książkę „Summer for the Gods: The Scopes Trial and America's Continuing Debate Over Science and Religion”.
Larson zajmuje się historią nauki, relacją pomiędzy religią a wiarą. Według jego badań 1/3 amerykańskich uczonych jest ateistami, 1/3 agnostykami, 1/3 teistami (część z nich raczej deistami).

## Książki
- Trial and Error: The American Controversy Over Creation and Evolution. New York: Oxford University Press, 1985, 1989, 2003.
- Sex, Race, and Science: Eugenics in the Deep South. Baltimore: Johns Hopkins University Press, 1995.
- Summer for the Gods: The Scopes Trial and America’s Continuing Debate Over Science and Religion. New York: Basic Books, 1997, 2006.
- Evolution’s Workshop: God and Science on the Galapagos Islands. New York: Basic Books and London: Penguin, 2001.
- Evolution: The Remarkable History of a Scientific Theory. New York: Random House, 2004, 2006.
- The Creation-Evolution Debate: Historical Perspectives. Athens: University of Georgia Press, 2007.
- A Magnificent Catastrophe: The Tumultuous Election of 1800, America’s First Presidential Campaign. New York: Free Press, 2007.
- An Empire of Ice: Scott, Shackleton and the Heroic Age of Antarctic Science, New Haven: Yale University Press, 2011.